# Stenodema dorsale
Stenodema dorsale är en insektsart som först beskrevs av Thomas Say 1832.  Stenodema dorsale ingår i släktet Stenodema och familjen ängsskinnbaggar. Inga underarter finns listade i Catalogue of Life.